# I. e. 656
Évszázadok: i. e. 8. század – i. e. 7. század – i. e. 6. század
Évtizedek: i. e. 700-as évek – i. e. 690-es évek – i. e. 680-as évek – i. e. 670-es évek – i. e. 660-as évek – i. e. 650-es évek – i. e. 640-es évek – i. e. 630-as évek – i. e. 620-as évek – i. e. 610-es évek – i. e. 600-as évek
Évek: i. e. 661 – i. e. 660 – i. e. 659 – i. e. 658 –  i. e. 657 – i. e. 656 – i. e. 655 – i. e. 654 – i. e. 653 – i. e. 652 – i. e. 651

## Események
- A 31. olümpiai játékok
- Egyiptomban véget ér a 25. (núbiai/kusita) dinasztia uralma
- A Napata-kor kezdete a Kusita Királyságban